# Maksim Sjatskich
Maksim Sjatskich (uzbekiska: Maksim Aleksandr o‘g‘il Shatskix, Maksim Aleksandr ogil Sjatskich, ryska: Макси́м Алекса́ндрович Ша́цких, Maksim Aleksandrovitj Sjatskich) född 30 augusti 1978 i Tasjkent, Uzbekiska SSR, Sovjetunionen, är en uzbekisk före detta fotbollsspelare som senast spelade i FK Zakarpattia Uzjhorod. Han har blivit utsedd till Uzbeikstans bästa fotbollsspelare fyra gånger.
Mellan 1999 och 2009 spelade Sjatskich 215 ligamatcher och gjorde 97 ligamål för Dynamo Kiev i den ukrainska ligan. Efter säsongen 2008/2009 hade bara Serhij Rebrov gjort fler mål i den ukrainska ligan än Sjatskich genom alla tider. Han vann skytteligan i den ukrainska ligan två gånger (2000 och 2003). Efter tio år i Dinamo Kiev skrev Sjatskich den 22 juni 2009 ett kontrakt med den kazakiska klubben Lokomotiv Astana. Dock blev det bara en säsong i Lokomotiv då Maksim flyttade tillbaka till Ukraina vintern 2010 och representerade FK Arsenal Kiev.
Sjatskich debuterade i det uzbekiska landslaget år 1999 och var en del av truppen i Asiatiska mästerskapen 2000 och Asiatiska mästerskapen 2007.